# Kinney National Company
Pour les articles homonymes, voir Kinney.
Kinney National Services, Inc. (connu par la suite sous le nom de  Kinney Services, Inc.) était une société américaine de 1966 à 1972. Elle est née de la fusion entre Kinney Service Corporation et National Cleaning Contractors (fondée en 1886 sous le nom de National House Cleaning Contractors, Inc.),). Ses successeurs furent National Kinney Corporation et Warner Communications.

## Historique
Kinney National Services, Inc est formé le 12 août 1966 sous le nom de  Kinney National Services, Inc., quand la Kinney Parking Company et la  National Cleaning Contractors, Inc. fusionnent. Cette nouvelle société est dirigée par Steve Ross.
Kinney National Company (l'adjectif , National est enlevé du nom de la société en février 1971) est connu pour plusieurs rachats.  Le 21 juillet  1967, Kinney National achète la National Periodical Publications (plus connu sous le nom de  DC Comics). Le 13 novembre de cette même année Kinney achète l'agence Ashley-Famous. Ted Ashley (fondateur de Ashley-Famous) suggère à Ross d'acheter la Warner Bros.-Seven Arts, qui a racheté  Atlantic Records ce même mois. L'achat se concrétise en janvier 1969,.  En février 1968, Kinney achète Panavision, Inc.  et en octobre de cette année elle revend Kinney System Rent-A-Car à la Sandgate Corporation pour environ 11 millions de dollars. Le 25 avril, Ashley-Famous est revendu à cause des lois antitrusts qui interdisent à une société de posséder un studio et une agence artistique. En août Ashley est nommé responsable de la société de cinéma renommée le 16 décembre 1969 Warner Bros. Inc.. Cette même année Kinney rachète DC Comics. En 1970, Kinney National achète Elektra Records et Nonesuch Records. 
En juin 1971, Kinney vend Riverside Memorial Chapel à la Service Corporation International et annonce en septembre la création d'une nouvelle société spécialisée dans les parking et le nettoyage, la National Kinney Corporation. Puis en novembre elle achète la  Television Communications Corporation,.

### Scandale financier
À la suite d'un scandale concernant le prix fixé dans les parkings, Kinney National regroupe ses activités hors culture en septembre 1971 sous le nom de National Kinney Corporation, et renomme la Kinney National Company en Warner Communications Inc. le 1 février 1972.